# Бистриця (притока Трубежа)
Би́стриця — річка в Чернігівській області, ліва притока Трубежа завдовжки 26 км. На Бистриці розміщені місто Бобровиця, села Макарівка, Рудьківка та Сухиня. За Сухинею річка впадає у Трубіж за 111 км від гирла.
У межах населених пунктів Бистриця загачена численними ставками (офіційно має 2 ставки). Між Рудьківкою та Сухинею річка перетинає великий лісовий масив. Частина річки довжиною 13,1 км від гирла є магістральним каналом осушувальної системи «Рудьківка», на цьому відрізку річки знаходиться 5 гідротехнічних споруд. Вода річки належить до гідрокарбонатного класу, загальна мінералізація 550 мг/л.
Біля річки знайдено могили (кургани) 2—1 тис. до н. е. та городище ХІ — ХІІІ століть.
Місцеві мешканці в давні часи займалися бобровими промислами (місто Бобровиця), а також видобували болотну руду і в невеликих домницях плавили метал (село Рудьківка).
Бистриця згадана у переписній книзі Малоросійського приказу (1666), «Генеральному слідстві Київського полку» (1729–1731), «Списках населених місць Російської імперії» (1866) та інших документах під назвою Бобровиця. На деяких мапах річку вказано як частину Трубежа. У «Докладному атласі Російської імперії з планами головних міст» Ільїна (1871) річка вже мала сучасну назву.